# William J. Whittemore

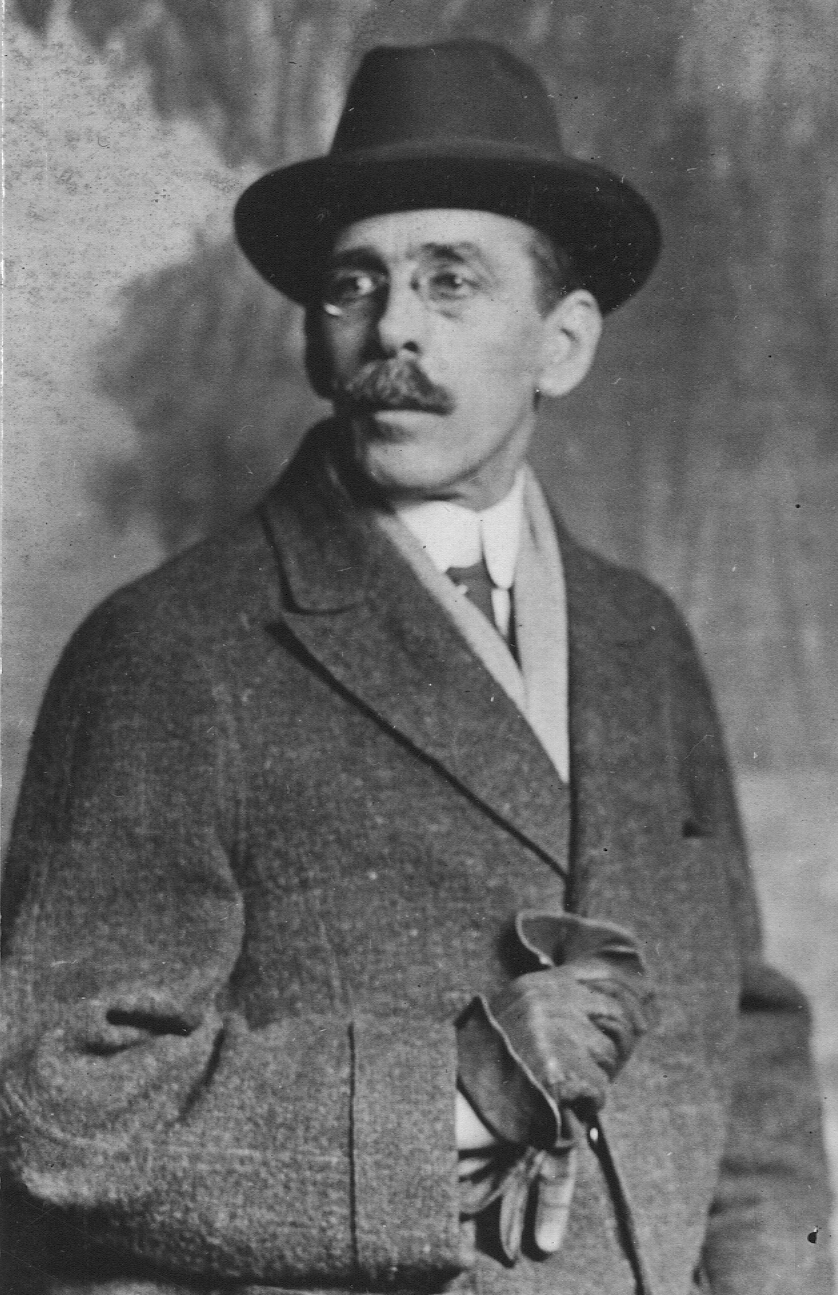
William J. Whittemore. National Archives and Records Administration, Washington, D.C.

William John Whittemore (* 26. März 1860 in New York City; † 7. Februar 1955 ebenda) war ein US-amerikanischer Porträt-, Landschafts- und Miniaturmaler.

## Leben
William J. Whittemore wurde 1860 in New York City geboren. Er studierte an der Art Students League of New York und setzte seine Ausbildung später in Paris fort, unter anderem an der Académie Julian. Whittemore war Mitglied der American Society of Miniature Painters sowie des Salmagundi Clubs in New York. Er stellte seine Arbeiten regelmäßig in wichtigen nationalen Ausstellungen aus, darunter in der National Academy of Design und der Pennsylvania Academy of the Fine Arts. Neben seiner Tätigkeit als Künstler arbeitete er auch als Kunstlehrer und wirkte in Künstlerkolonien an der amerikanischen Ostküste.

## Werk

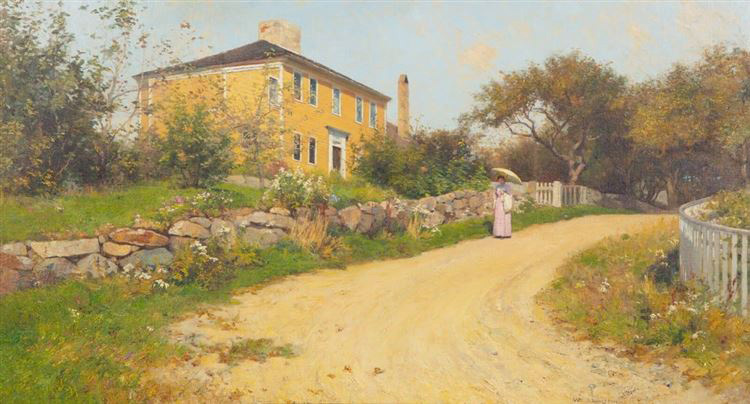
William John Whittemore: An Afternoon Stroll

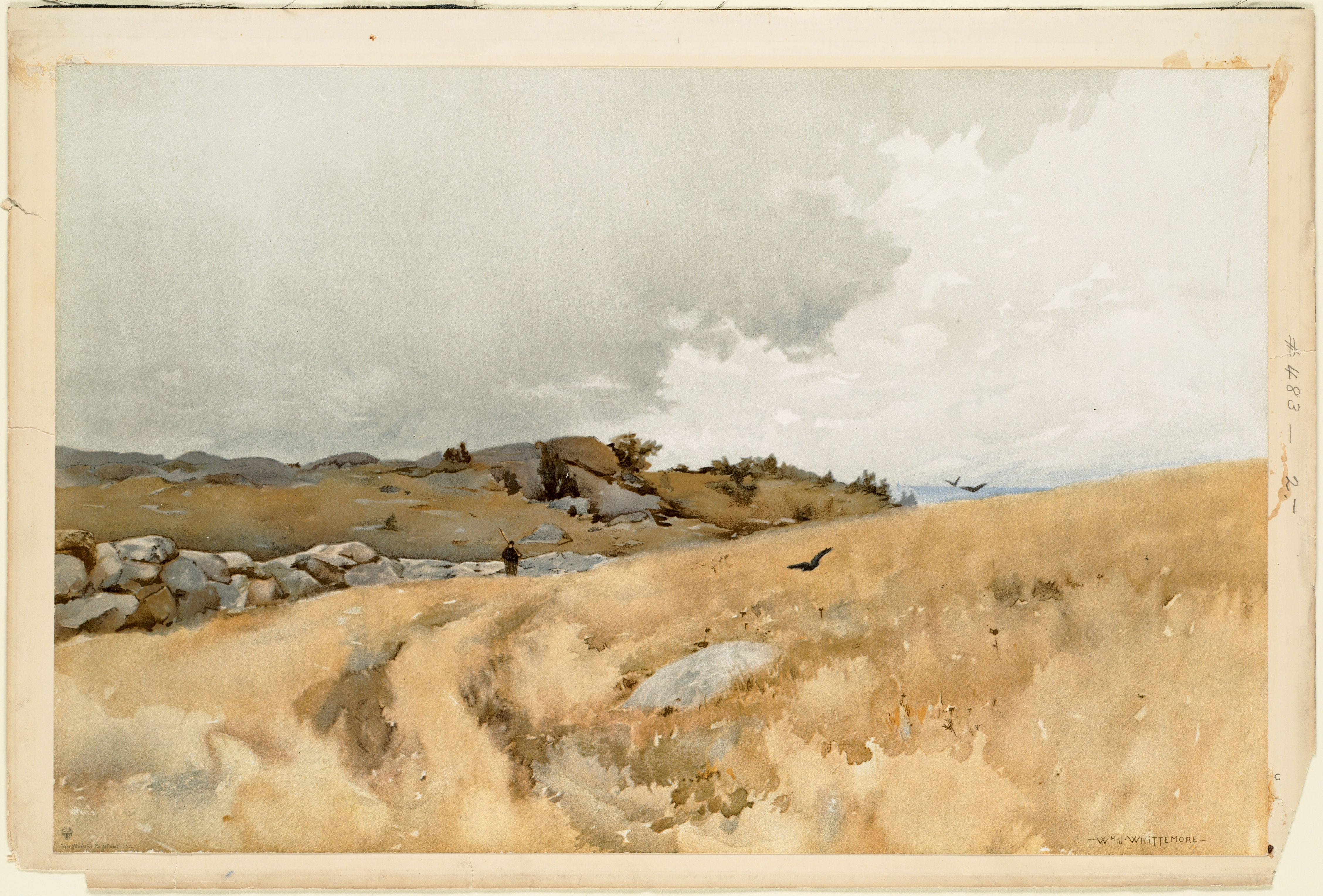
William John Whittemore : Upland Landscape. Boston Public Library

Whittemore spezialisierte sich auf Porträts, insbesondere Miniaturen, die er in Aquarell auf Elfenbein ausführte. Sein Stil vereint akademische Präzision mit impressionistischen Farbeinflüssen. Er war besonders bekannt für die subtile Wiedergabe von Licht und Stofflichkeit. Viele seiner Werke befinden sich heute in amerikanischen Museums- und Privatsammlungen.